# 1752
Het jaar 1752 is het 52e jaar in de 18e eeuw volgens de christelijke jaartelling.

## Gebeurtenissen
januari
- 3 - De Geldermalsen, een spiegelretourschip in bezit van de VOC, loopt in de Zuid-Chinese Zee op een rif en zinkt kort na middernacht. Het schip bracht een lading thee, porselein en goud van Kanton naar Zeeland.

februari
- 3 - Pennsylvania Hospital, het eerste ziekenhuis in de Amerikaanse koloniën, opent zijn deuren.
- 8 - De edelman Paul Antoine Walckiers koopt de heerlijkheid Galmaarden.

maart
- 23 - De Halifax Gazette, Canada's eerste krant, komt uit.

mei
- 21 - De Hollandsche Maatschappij der Wetenschappen wordt te Haarlem  opgericht door onder meer de Haarlemse burgemeester Arent de Raet, die de eerste voorzitter wordt.

juni
- 6 - Een brand in Moskou verwoest 18.000 huizen.
- 15 - Benjamin Franklin ontdekt de bliksemafleider bij het oplaten van een vlieger.

september
- 2 - Groot-Brittannië, Ierland en de Britse kolonies in Amerika voeren de gregoriaanse kalender in. Daardoor is de volgende dag niet 3 maar 14 september.
- 9 - De Mechelse kronieker Jan Frans Michel vertrekt voor een 10 maanden durende reis vanuit de haven van Emden naar China in dienst van de Pruisische Aziatische Compagnie.

november
- 21 - Nederland koopt 250 tot slaaf gemaakte Nederlandse zeelieden vrij van de Marokkaanse sultan.

december
- 21 - De Leuvense vaart wordt met water gevuld.

## Bouwkunst

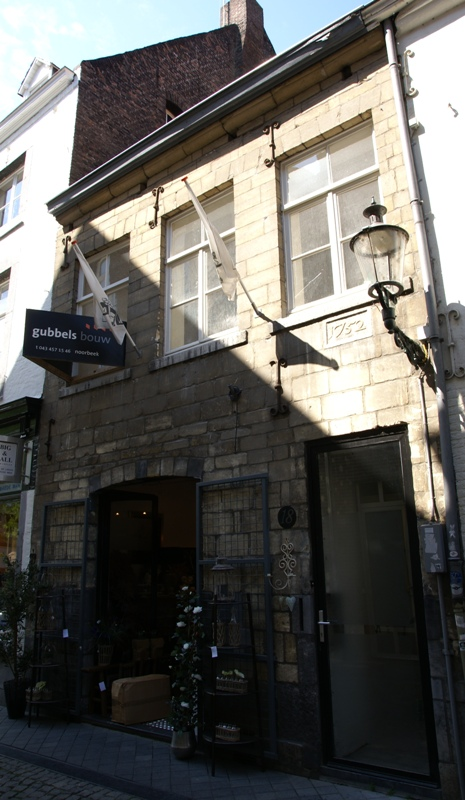
Woonhuis, Maastricht (1752)